# Professor Alcides
Alcides Ribeiro Filho (Remanso, 25 de outubro de 1953) é um professor, empresário, escritor e político brasileiro, atualmente sem partido. Nas eleições de 2018 e 2022, foi eleito deputado federal por Goiás.

## Biografia
Nascido em Remanso, no dia 25 de outubro de 1953, Alcides é formado em pedagogia, economia e administração de empresas. Já foi vereador por dois mandatos, em Aparecida de Goiânia. 

## Carreira política
Foi presidente da Loteria do Estado de Goiás (LEG), de 1º de janeiro a 10 de julho de 1999. Em 1996, chegou a disputar a candidatura para prefeito de Aparecida de Goiânia, mas não venceu. Em 2016, foi candidato a prefeito de Aparecida de Goiânia, saindo derrotado com 18,91% (38.494) votos.
Em 1996, disputou a prefeitura da cidade, ficando em segundo lugar na disputa – o eleito foi Ademir Meneses, que na época estava no PMDB. Em 2002, se candidatou a deputado federal, mas não conseguiu ser eleito. Em 2006, disputou a eleição para deputado estadual, mas também não foi eleito – nas duas candidaturas era filiado ao Partido Progressista.
Em 2006, se filiou ao Partido Social Cristão e disputou a eleição para vice-governador, na chapa encabeçada por Vanderlan Cardoso (PSB).
No PSDB, Professor Alcides decidiu disputar a eleição para Prefeitura, em 2016, porém não foi eleito.
Em 2018, de volta ao PP, foi eleito deputado federal por Goiás com 88.545 (2,92%) dos votos válidos. Nas eleições de 2022, já filiado ao PL,  Alcides foi reeleito deputado federal, novamente por Goiás, com 90.162 (2,62%) dos votos válidos.
Candidato a prefeito de Aparecida de Goiânia em 2024, terminou derrotado em segundo turno por Leandro Vilela, do MDB, somando 75.676 votos (36,40% dos votos válidos). Depois de iniciar a campanha à frente das pesquisas, perdeu força e chegou à segunda volta como o segundo mais votado, anunciando posteriormente que não concorreria mais ao executivo aparecidense.

### Lei da Ficha Limpa
O Tribunal Superior Eleitoral (TSE) aprovou o registro de candidatura a deputado federal em 2018 e rejeitou o pedido de cassação formulado pelo Ministério Público Eleitoral (MPE). Com a decisão, o TSE voltou a flexibilizar um trecho da Lei da Ficha Limpa. A presidente da corte eleitoral, ministra Rosa Weber, e o ministro Edson Fachin, foram contrários à elasticidade do dispositivo da lei, mas foram vencidos.

### Possível caso de pedofilia
Em 12 de dezembro de 2024, um assessor e um dos seguranças do deputado federal foram presos, acusados de ameaçar com armas de fogo um adolescente de 13 anos de idade, com quem Alcides teria uma relação ilícita, para que ele apagasse multimídias e conversas no WhatsApp que revelariam o relacionamento do deputado federal com o adolescente. A Operação Peneira foi executada pela Polícia Civil do Estado de Goiás, que cumpriu 3 mandados de busca e 3 mandados de prisão, em Aparecida de Goiânia.No mesmo dia em que foi deflagrada a operação, Alcides votou a favor do Projeto de Lei que autoriza a castração química de estupradores.Se declarou homossexual durante esse período. No dia 28 de janeiro de 2025, o deputado deixou o Partido Liberal, após o escândalo e alguns rumores de que as lideranças do partido o expulsariam.